# Cannabis (rusmiddel)
|  | For alternative betydninger, se artiklerne hash, pot og cannabis. |
|  | For at læse om planterne i Cannabis-slægten, se hamp (slægt). |
Cannabis bruges som en betegnelse for rusmidler og medicin, fremstillet af hamp-planten (Cannabis sativa eller Cannabis indica). Forskellige dele af planten kan spises, ryges eller indtages på anden vis. Planten indeholder flere psykoaktive substanser, såkaldte cannabinoider, hvoraf den mest kendte er tetrahydrocannabinol (THC). Derudover indeholder planten også en række ikke-psykoaktive cannabinoider hvoraf cannabidiol (CBD) af den mest kendte.

## Planten
Cannabis er et af verdens mest benyttede rusmidler, og kun alkohol, og nikotin er mere udbredte. Cannabis bliver sædvanligvis fremstillet af plantesorterne Cannabis indica eller Cannabis sativa eller af forskellige hybrider af de to sorter. De almindeligste former af cannabis er hash, som er et fermenteret og presset produkt, og marihuana eller skunk, som er løse topskud eller blade.
Det er også muligt at fremstille cannabis-olie. Fremstilling og omsætning af cannabis er forbudt i de fleste lande.[kilde mangler]
Slægten Cannabis indeholder kun én art, men med flere identificerede varianter. Cannabis sativa kan have høje koncentrationer af THC. Cannabis indica, der af naturens vej havde et lavere indhold af THC end Cannabis sativa, men et højere indhold af cannabidiol (en isomer af THC), er blevet avlet, så begge disse stoffer er forstærket. Cannabidiol er et ikke-psykoaktivt stof, som forsinker nedbrydelsen af THC i kroppen, samtidig med at det modvirker den euforiske ruseffekt. Cannabis ruderalis, også kaldet Cannabis sativa var. spontanea, har et lavt indhold af psykoaktive stoffer i forhold til de andre planter i gruppen. Den tåler et meget hårdere klima og bliver i rusmiljøer krydset med sorter af Cannabis sativa. De fleste cannabis-arter er dog krydset og indeholder både indica- og sativa-gener.
Som medicin har cannabis været til hjælp for patienter med multipel sklerose, idet indtagelsen af THC afhjælper kramper. Imidlertid menes cannabis at være kræftfremkaldende på linje med indholdsstofferne fra tobaksrygning.[kilde mangler] Dette er dog kun tilfældet, hvis cannabis indtages ved rygning, hvor hash typisk opblandes med tobak.
Autoflower-sorter er krydsninger mellem Cannabis sativa / Cannabis indica, krydset med Cannabis ruderalis, og adskiller sig fra normal cannabis ved automatisk at gå i blomst efter sin vegetable fase.

## Historie
De tidligste historiske referencer til cannabis som rusmiddel findes i Kina. Kejser Shên-Nung omtaler plantens psykiske virkninger i sin berømte farmakopé fra 2000 f.Kr. I oldtidens Grækenland fremgår det i Homers Iliaden, at Helena gav Telemakos cannabis som gave, mens historikeren Herodot detaljeret fortæller om de nomadiske skyteres brug af cannabis i begravelsesceremonier.
Rituel brug af cannabis kendes i hinduismen og i zoroastrisk religion, samt blandt asiatiske shamaner.
Inden for islam brugte visse sufisekter cannabis som et rusmiddel omkring år 1000, og i løbet af kort tid blev hash udbredt blandt hele den muslimske befolkning.
Araberne brugte først og fremmest cannabis i form af hash. I Afrika syd for Sahara i perioden frem til den europæiske kolonisering i 19. århundrede, indtog man cannabis i form af tørrede blade.
Cannabis blev indført til Vesten i 16. århundrede. Portugiserne tog cannabis-planten med til sine kolonier i Brasilien, mens spaniolerne dyrkede planten i Chile.
Fra det nordøstlige Brasilien har brugen af cannabis spredt sig nordover til Venezuela, Panama og Mexico, hvor navnet "marihuana" oprindeligt opstod.
Indiske kontraktarbejdere var de første, som brugte hamp som rusmiddel i de britiske kolonier på de caribiske øer i løbet af 1800'erne. Både i Caribien og i Indien sørgede briterne for at regulere og afgiftsbelægge omsætningen af cannabis. Fra Trinidad og Jamaica er cannabis blevet indført til Sydstaterne i USA, og omkring år 1900 var cannabis et almindeligt rusmiddel i de miljøer i New Orleans, hvor jazzmusikken så småt var ved at opstå.
Mexicanske landarbejdere bragte både cannabis og navnet marihuana med sig til Sydstaterne. Formidlingen blev senere nært knyttet til jazzmusikken. Jazzmiljøerne formidlede også cannabisbrugen videre til Europa.
I Frankrig blev brugen af hash for alvor kendt efter Napoleons invasion af Egypten. I Paris etablerede en gruppe kunstnere i 1845 Le Club des Hachichins (Hashrygernes klub). Som medlemmer var forfatterne Alexandre Dumas, som har leveret en livlig skildring af hashrusen i romanen Greven af Monte Cristo, og Charles Baudelaire, som skildrer forskellige rusmidler i bogen De kunstige paradiser. (En tilsvarende norsk litterær skildring findes i Asbjørnsen og Moes folkeeventyr Giske, som er fortællingen om en kone, der falder i søvn i hampmarken og dermed ender i en sindstilstand, som til forveksling ligner en psykedelisk rus.)
Fra midten af det nittende århundrede var Grækenland et vigtigt producentland for hash, med betydelig eksport til blandt andet Egypten. Brugen af hash var især udbredt i kystbyerne, og knyttet til den populære rembetika-musik.
Også i England dukkede brugen af cannabisprodukter op i det nittende århundrede, og derudover bragte indvandrere fra kolonierne i det tyvende århundrede deres cannabistraditioner med sig.
Fra 1960 har brugen af cannabis været knyttet til nye kulturelle og politiske strømninger, og forskellige cannabispræparater bruges i dag over hele verden.
I religiøs sammenhæng er cannabis et vigtigt sakramente inden for Rastafarireligionen.

## Brug
Den almindeligste måde at indtage cannabis på er ved at ryge eller spise det. Den hurtigste virkning kommer ved at ryge det. Midler til at indtage det ved rygning omfatter blandt andet en bong, chillum (en) eller andre former for piber, eller en såkaldt joint (cigaret af cannabis ofte iblandet tobak). Ved oral indtagelse og afhængig af mavens fyldthed varer det godt to timer mellem indtag og rusen, men rusen varer til gengæld længere.
Det er i de seneste årtier også blevet almindeligt at bruge såkaldte fordampere (vaporizers), hvor det aktive euforiserende stof THC fordamper ved cirka 200 °C, og dampen inhaleres. Fordampere er lovlige at købe, sælge og besidde, og det oprindelige formål med dem var kun at ryge "urter". Med fordampere opstår en hurtig virkning uden den lungeskadende afbrænding af plantedele. Da fordampere ikke overfører stoffer med et højere kogepunkt end 200 °C, bliver virkningen ikke den samme som ved forbrænding; forstærkningen af sensoriske indtryk udebliver.[kilde mangler]

## Cannabis i Danmark
Alle planter og plantedele af slægten cannabis er ulovlige i Danmark jf. bekendtgørelse om euforiserende stoffer. Undtaget er dog cannabisfrø og stængler fra planten. Besiddelse af mindre end 9 gram cannabis kan udløse en bøde på 2.000 kroner første gang, 3.000 kroner for anden forseelse og 4.000 kroner for tredje forseelse. Selvom planter af slægten cannabis er ulovlige at dyrke, uanset indhold af det euforiserende stof THC, kan man få tilladelse til dyrkning med henblik på industrielt brug. Disse "industri-hampplanter" skal være optaget på Europa-Kommissionens liste over godkendte hampesorter, som højst må indeholde 0,2 % THC. I 2014 talte denne liste 52 forskellige godkendte hampesorter.
Fristaden Christiania i København er et selverklæret autonomt kvarter. Salget af hampeprodukter har i høj grad næret kulturen på Christiania og foregik stort set uhindret indtil 2004, hvor staten pålagde politiet flere sanktioner med henblik på at moderere salget. Dét førte til en række politirazzier, som efter en række relativt fredelige år atter skabte et spændt forhold mellem Christianias beboere og den danske regering.
Københavns Kommune har i en del år advokeret for legalisering af cannabis via statsdrevne coffee-shops med henblik på at overtage kontrollen med stoffet, som især er gældende for skunk, et stærkt fermenteret og kraftigt virkende produkt af hampplanten frem for hash m.m. leveres af kriminelle bander. Dette forslag er dog blevet afvist af Folketinget ved flere lejligheder, senest i februar 2014.

### Legalisering
Folketingets partier har p.t. følgende holdninger til legalisering af hash:
| Parti              | Holdning til rekreativ brug | Holdning til medicinsk brug | Note |
| ------------------ | --------------------------- | --------------------------- | --- |
| Enhedslisten       | Legalisering                | Legalisering                | |
| SF                 | Legalisering                | Legalisering                | |
| Alternativet       | Legalisering                | Legalisering                | |
| Socialdemokraterne | Imod                        | Forsøg                      | De socialdemokratiske kommunalpolitikere i København, hvor Socialdemokratiet er overborgmesterpartiet, vil legalisere rekreativ brug af hash og nævner den hash-finansierede bandekrig som et argument for legalisering.                                  |
| Radikale Venstre   | Forsøg                      | Legalisering                | Var i 2003 for forsøg med fri hash, senere imod, og i 2016 var Morten Østergaard for et 3-årigt forsøg. Radikal Ungdom har mere konsekvent støttet legalisering.                                                                                          |
| Venstre            | Imod                        | Forsøg                      | Med Venstres slogan "Danmarks Liberale Parti" har der været kritik af deres uliberale holdning til cannabis. Venstres Ungdom er for legalisering, med henvisning til at det er en liberal grundide, at staten ikke skal gribe ind i menneskers frie valg. |
| Konservative       | Imod                        | Imod                        | |
| Liberal Alliance   | Legalisering                | Legalisering                | Partiet henviser til at det er en liberal grundide, at staten ikke skal gribe ind i menneskers frie valg. |
| Dansk Folkeparti   | Imod                        | Legalisering                | |

## Medicinsk cannabis
Omkring 2015 opstod på Facebook et fokus på indtagelse af CBD og THC-olie som "kur" mod kræft. Dette affødte en del debat også uden for Facebook og førte til flere anholdelser af advokaterne for dette salg, underforstået producenterne.[kilde mangler]
Tre typer af cannabis-medicin (mundsprayen Sativex, tabletten Marinol og Nabilone) er godkendt af Lægemiddelstyrelsen i Danmark, og udskrives blandt andet som smerte- og kvalmestillende middel til kræftpatienter og mod muskelstivhed hos scleroseramte. Desuden producerer nogle få apoteker lovligt deres egen cannabis-baserede medicin. Disse midler er receptpligtige, og Lægemiddelstyrelsen fraråder selvmedicinering. I 2016 fik godt 200 patienter lovligt cannabis-medicin i Danmark, og tallet er stigende.
Et dansk forsøg med at udskrive cannabisprodukter, også den rå plante, til enkelte patientgrupper (kræft, sclerose, rygmarvsskader og kroniske smerter; i alt ca. 1500 patienter) skal foregå fra 2018 og fire år frem. Dette er resultatet af en aftale mellem Venstre, Socialdemokratiet, Dansk Folkeparti, Liberal Alliance, Alternativet, Radikale Venstre og SF i 2016.
I udlandet er lavet mange forsøg med medicinsk cannabis,[kilde mangler] og flere stater i USA har som følge af positive virkninger heraf legaliseret cannabis til eget forbrug.[kilde mangler]

## Pot vs. skunk: Hvad er forskellen?
Pot og skunk er to former for marihuana, som ofte forbindes med hinanden, men som faktisk har nogle meget tydelige forskelle. Til at begynde med dyrkes skunk indendørs, og det er langt lettere at skabe det rette miljø til at producere en højere styrke af THC end det er tilfældet med pot, som normalt dyrkes udendørs. Skunk har typisk en meget højere koncentration af THC end pot, hvilket giver brugerne en mere intens rus.
På den anden side har pot en tendens til at være større og slankere planter, der producerer løsere knopper - hvilket gør dem lettere at dyrke udendørs end skunk. Da denne form for cannabis ikke er lige så potent som skunk, har den også et lavere indhold af CBD.

### Videoer
- The Union – The Business Behind Getting High (Google Video) Arkiveret 27. juni 2012 hos  Wayback Machine
- Run From The Cure (Koncentreret cannabis-olie kurerer kræft) Arkiveret 10. oktober 2017 hos  Wayback Machine